# Francesco Barbarano de' Mironi
Francesco Barbarano de' Mironi, o Francesco da Vicenza (Vicenza, 1596 – Vicenza, 1656), è stato un religioso e storico italiano, cittadino della Repubblica di Venezia.

## Biografia
Francesco nacque nel 1596 a Vicenza nella nobile famiglia Barbarano de' Mironi, da Druso, giureconsulto, e dalla nobile veneziana Laura Querini; primo figlio maschio, gli fu dato il nome di Girolamo Francesco. A quattordici anni si trasferì a Padova per frequentare i corsi di diritto civile e canonico e si laureò in utroque jure. Nel 1614, nonostante l'opposizione della madre che voleva egli assicurasse la discendenza della famiglia e la trasmissione del patrimonio ereditario, entrò nel convento dei frati cappuccini di Bassano, ove prese gli ordini con il nome di Francesco. Ritornato agli studi, divenne lettore di filosofia e teologia per prepararsi all'attività di predicatore.
Esercitò questo ufficio in varie città della Repubblica di Venezia e nella stessa Venezia, sempre riscuotendo grande ammirazione da parte dei fedeli. Nei conventi di Arzignano e Vicenza fu incaricato anche delle funzioni di padre guardiano. Durante l'ultima grande epidemia di peste che si abbatté sull'Italia settentrionale nel 1630-31, egli fu incaricato della cura pastorale a Castelnovo, poco fuori Vicenza.
Dopo il 1647 la salute cagionevole lo costrinse ad abbandonare la predicazione. Stabilitosi definitivamente a Vicenza, si dedicò a scrivere opere di carattere teologico e storico fino al 1656, anno della sua morte.

## Opere
Le sue opere, quasi tutte scritte durante il periodo della malattia nell'ultimo decennio di vita, trattano temi di spiritualità, cultura religiosa e storia locale; nonostante la mole di opere manoscritte, poche furono pubblicate a stampa e molte altre sono irreperibili.
Fra i testi di carattere religioso che furono dati alle stampe quando l'autore era ancora in vita, l'Orologio spirituale (insieme di prediche per le feste della Vergine), il Direttorio della vita cristiana e spirituale, il Gioiello spirituale del cristiano formato con le preziosissime gemme delle virtù teologali e la Lucerna della confessione, quest'ultimo mai pubblicato, forse per la morte dell'autore.
La più famosa tra le opere storiche, l'unica edita, è la Historia ecclesiastica della città, territorio e diocese di Vicenza, in sei volumi, pubblicati tutti a Vicenza ma in tempi assai diversi. Il primo libro tratta dei santi vicentini e fu pubblicato nel 1649, il secondo sui beati vicentini nel 1652 e l'anno successivo il terzo dedicato alle "persone cospicue per bontà di vita". Gli ultimi tre libri dell'opera rimasero invece manoscritti per oltre un secolo e furono infine pubblicati, rispettivamente nel 1760, 1761 e 1762.
Restarono inediti, tra gli altri, gli Annali della città, territorio e diocesi di Vicenza, un grosso volume autografo datato 1651 e conservato presso la Biblioteca civica Bertoliana di Vicenza.